# NGC 366
NGC 366 je otvoreni skup u zviježđu Kasiopeji. 

## Vanjske poveznice
- SEDS: NGC 0366